# Isatis turcomanica
Isatis turcomanica är en korsblommig växtart som beskrevs av Sergei Ivanovitsch Korshinsky. Isatis turcomanica ingår i släktet vejdar, och familjen korsblommiga växter. Inga underarter finns listade i Catalogue of Life.